# Connah's Quay Nomads Football Club
Connah's Quay Nomads F.C. é uma equipe galês de futebol com sede em Connah's Quay. Disputa a primeira divisão de País de Gales (Campeonato Galês de Futebol).
Seus jogos são mandados no Deeside Stadium, que possui capacidade para 500 espectadores.

## História
O Connah's Quay Nomads F.C. foi fundado em Julho de 1946.